# 対魔忍ユキカゼ
『対魔忍ユキカゼ』（たいまにんユキカゼ、TAIMANIN YUKIKAZE）は、BLACK LiLiTHから発売されたアダルトゲームであり、対魔忍シリーズの通算8作目であると同時に、シリーズ第1作『対魔忍アサギ』のスピンオフにあたる。
また、2015年4月24日にはアダルトシーンの全篇アニメーション化などの演出強化が施された『対魔忍ユキカゼ ANIMATION』（たいまにんユキカゼ アニメーション、TAIMANIN YUKIKAZE ANIMATION）が発売された。
さらに、同年には続編『対魔忍ユキカゼ2』（たいまにんユキカゼツー、TAIMANIN YUKIKAZE 2）も発売された。2019年7月26日には、『ユキカゼ2』の演出を強化した『対魔忍ユキカゼ2 ANIMATION』のダウンロード版の発売が開始された。
本項では、『対魔忍ユキカゼ』（以下：『ユキカゼ』）と『対魔忍ユキカゼ2』（以下：『ユキカゼ2』）の両方について解説する。

## 内容
本作はヒロインである若き対魔忍・水城ゆきかぜと秋山凜子の活躍を描く一方、ゆきかぜの恋人にして凛子の弟・秋山達郎から見た「寝取られ（NTR）」をテーマとしている。
『ユキカゼ』は『対魔忍アサギ』から6年後の世界を舞台としている一方、『ユキカゼ2』は、『ユキカゼ』と『対魔忍アサギ3』の間に起きた出来事を題材としている。また、これら2作には『対魔忍ムラサキ』までの登場人物の一部が登場している。
また、原画&キャラクターデザインは、同社の別ゲーム『Tentacle and Witches』を担当した葵渚が手掛けた。
『ユキカゼ』ではゆきかぜの視点がメインで、凜子の視点はクリア後に開放される追加シナリオ扱いだったが、『ユキカゼ2』では完全なる同時進行のルート分岐制になった。また、主人公である達郎についても、『ユキカゼ』では単なる寝取られ役でしかなかったのに対し、『ユキカゼ2』では対魔忍としての活躍が描かれている。
原作者である笹山逸刀斎は、『ユキカゼ』をライトユーザー向けの作品として位置づけているとKADOKAWAが運営する美少女ゲーム専門のニュースサイト「TG Smart」とのインタビューの中で述べており、ファン層が広がるきっかけになったと話している。
『ユキカゼ2』のシナリオを手掛けたそのだまさきは、達郎の活躍についてプロットの段階で描写されていたものもあれば、シナリオの段階で付け加えたものもあるとブログにて述べており、たとえば、プロットの終盤は達郎が見守る中でゆきかぜが凛子とともにラスボス・黒井竜司を撃退する内容だったのに対し、実際のシナリオでは達郎が竜司を撃退する内容に変更されている。

### ストーリー
対魔忍ユキカゼ / 対魔忍ユキカゼ ANIMATION
五車学園の一年生・水城ゆきかぜは、消息不明となった母・不知火を救出するため、先輩の秋山凜子とともに、娼婦に扮して首都圏外郭放水路の地下にある犯罪都市・ヨミハラへ向かう。
一方、ヨミハラの娼館「アンダーエデン」の経営者リーアルこと矢崎 利二は、兄である政治家の宗一がゆきかぜにけがをさせられた仕返しをすべく、案内役の魔族・ゾクトと組んでゆきかぜらを奴隷娼婦にすることを思いつく。
同じころ、凜子の弟で、ゆきかぜの幼馴染でもある秋山達郎は、別の場所で行われていた特別キャンプに参加する中で忍法・風遁の術を習得する。達郎は風を操って集音器のように声を拾い、五車学園校長・井河アサギたちの密談を耳にする。ゆきかぜたちがヨミハラにいることを知っていた彼は2人の身を案じ、アサギたちに相談する。
そして、アサギは妹である井河さくらとともにヨミハラへ赴き、ゆきかぜら2人を救出する。
対魔忍ユキカゼ2
ヨミハラの一件の後、宗一は選挙で大敗を喫し、捜査の手をかいくぐるべく国外へ逃走しようとするが、ゆきかぜと凛子によって倒される。
その後、彼女たちの脳内にイブというマイクロチップが埋め込まれていることが判明し、五車学園に与する魔界医・桐生佐馬斗によって摘出される。このチップの製造元が鷲津マテリアルであることを突き止めた達郎は、諜報の名手・高坂静流ととともに、鷲津グループが運営する聖修学園への潜入を決断する。
出かける前、達郎らの教官・八津紫は、兄から貰ったお守りを達郎に持たせる。だが、桐生はお守りを取り上げ、代わりに小さな自分の分身（以下:羽虫）が入った小瓶を渡す。
2人が聖修学園に潜入してまもなく、ラバースーツを着た女が現れて静流に媚薬を注入する。静流は媚薬毒にやられた自分のせいで撤退するのは避けたいプライドから、達郎と性行為に及ぼうとするが、達郎は固辞する。達郎は羽虫の存在を思い出し、それを用いて静流の体内に仕込まれていたイブの摘出に成功する。その後、2人はゆきかぜや凛子を呼び寄せ、対魔忍による強襲作戦が展開される。
静流は鷲津グループ代表兼聖修学園校長の鷲津茂を倒し、達郎も鷲津の従者である犬井秀雄を撃破する。一方、ゆきかぜと凛子は事件の黒幕である黒井 竜司こと淫魔王と対峙するも、彼の圧倒的な強さに2人が苦戦する。そこへ達郎が駆け付け、3人は協力して淫魔王を倒す。喜んだのもつかの間、淫魔王はすぐさま復活し、その傍らにはラバースーツを脱いだゆきかぜの母・不知火がいた。

## 設定
ヨミハラ
首都圏外郭放水路の地下にある犯罪都市であり、ノマドの支配下にある。
聖修学園
『ユキカゼ2』の舞台で、鷲津グループ傘下の私立共学校である。校舎は普通科と特待生科の2棟に分かれているほか、広大な敷地内には鷲津マテリアル社も存在する。その正体は淫魔族の肝煎りの拠点で、女子生徒を“淑女”や“メイドレディ”などとする高級娼婦への洗脳調教をしていた。
イブ
鷲津マテリアル社製のマイクロチップで、脳幹に移植されるとあらゆる性的調教に対して否定的な思考を抱くと頭痛を起こして苦しめ、妥協や肯定的な思考に至ると止まるという機能を持つ。そのためイブを仕掛けられた者は、無意識に痛みを避けようとする選択を繰り返す内に性的調教を受け入れ結局すべては自分で選んだ結果なのだと信じて疑わなくなってしまう。

## キャラクター
本項ではグッドエンドを基準として解説し、バッドエンドでの出来事は要約での補足に止める。また、メディミックス作品については割愛する。
秋山 達郎（あきやま たつろう）
本作の主人公である対魔忍で、代々伝わる忍刀の「夜霧」を得物とする。
『ユキカゼ』の時点では見習いであり、特訓の中で風を操る攻撃系忍法・風遁の術を習得する
『ユキカゼ2』では、高坂静流とコンビを組んで普通科の生徒として聖修学園に潜入する。
水城 ゆきかぜ（みずき ゆきかぜ）
声 - 氷室百合（現ひむろゆり）
ヒロインである若き対魔忍。明るく人当たりはよいが、プライドが高い。怒りが最高潮に達したときは、静かに怒りを見せる。高圧電流を操る攻撃系忍法「雷遁の術」の使い手だが、高出力故に制御が難しいため、得物である二丁拳銃「ライトニング・シューター」は、自らの力を抑えるリミッターの役割もある。
達郎とは両想いだが奥手同士なこともあってまだキスまでの関係。敵対者たちからは「雷撃の対魔忍」の異名で恐れられている。また、井河さくらからは「ユッキー」と呼ばれている。
『ユキカゼ』では行方不明の母親・不知火を救出するため、凛子とともにヨミハラへ赴く。
『ユキカゼ2』では、増援として達郎・静流と合流して聖修学園を強襲し、凜子とのコンビ技で淫魔の王を一時撤退させた。
秋山 凜子（あきやま りんこ）
声 -佐藤遼佳
ゆきかぜの先輩で、達郎の姉。日本刀の「石切兼光」を用いた逸刀流の剣術と、空間を操作する忍法「空遁の術」を使う。敵対者たちからは「斬鬼の対魔忍」の異名で恐れられている。普段は誰に対しても厳しいが、実弟の達郎と妹分のゆきかぜに対しては甘い。
『ユキカゼ』ではゆきかぜとともにヨミハラへ赴く。
『ユキカゼ2』では、増援として達郎・静流と合流して聖修学園を強襲し、ゆきかぜとのコンビ技で淫魔の王を一時撤退させた。
井河 アサギ（いがわ アサギ）
声 - 中瀬ひな（現なかせひな）
五車学園の校長。
井河 さくら（いがわ さくら）
声-黒岩心々
五車学園の教官で、アサギの妹。
八津 紫（やつ むらさき）
声 - 水瀬沙季
五車学園の教官で、アサギの仲間でもある。
『ユキカゼ2』では桐生から魔界医術を学び、医師も務めている。
桐生 佐馬斗（きりゅう さばと）
「魔科医」の異名を持つ天才外科医。
『ムラサキ』での出来事の後、新たな妖魔の死肉を加工して自らの身体としている。立場上は捕虜ながらも、五車学園敷地内の森の地下に造られた本部施設にて対魔忍に協力している。下品な性格と口調は相変わらずで、勝手に紫とは相思相愛の仲と思い込んで接しては彼女に重傷を負わされることを繰り返している。
高坂 静流（こうさか しずる）
声：花南
『ユキカゼ2』に登場する対魔忍で、達郎と共に聖修学園に潜入していた。植物を操る木遁の術の使い手で、毒性の花弁の嵐を発生させる技「忍法・花散る乱」や、バラから鞭を生成して得物にしたりすることから「花の静流」とも呼ばれる。6か国の多言語話者、2つの博士号取得者であるなどの高度な特技を有している。潜入を得意とする対魔忍一方、アサギに対し、諜報活動を軽視しすぎていると批判する場面も存在する。
リーアル（Real）/矢崎 利二
地下都市ヨミハラにて、奴隷娼婦（高級娼婦）を専門とする娼館「アンダーエデン」の主であり、政治家の矢崎 宗一を兄に持つ。兄がゆきかぜにけがをさせられた仕返しとして、ゆきかぜと凛子を陥れようとする。
ゾクト（Zokuto）
奴隷商人の魔族で、力は強くないものの、ビジネスマンとしての高い手腕を持つ。対魔忍相手の情報屋もしているため、奴隷商人としての商売を見逃してもらっている。
水城 不知火（みずき しらぬい）
声 -ももぞの薫
ゆきかぜの母親である対魔忍、かつてはアサギと共に最強と呼ばれていた。得物の薙刀と忍法「水遁の術」の使い手。5年前に地下都市・ヨミハラで任務中に消息を絶った。『ユキカゼ』ではバッドエンドのみの登場であり、矢崎宗一に仕えていたことが判明する。
『ユキカゼ2』では、淫魔王の配下として登場しており、ラバースーツを身にまとって正体を隠したうえで暗躍していた。
矢崎 宗一（やざき むねいち）
政権与党「民新党」の幹事長で、物語の冒頭でゆきかぜに蹴られて顎を砕かれた。実弟であるリーアルを通じてノマドと、叔父の鷲津茂を通じて淫魔たちと、それぞれつながりを持っていた。『ユキカゼ2』では選挙で大敗てし野党に退き、捜査当局から逃れるために米連への亡命を企てていたが、冒頭でゆきかぜと凜子に追い詰められ、不知火の居場所を楯にして免れようとするもゆきかぜによって始末された。また、『ユキカゼ2』に登場する鷲津は母方の伯父である。
鷲津 茂（わしづ しげる）
聖修学園の校長を務める老人。矢崎宗一は甥にあたる。正体は黒井に仕える淫魔である。
犬井 秀雄（いぬい ひでお）
鷲津家の従者で、聖修学園の卒業生でもある。鷲津同様、正体は淫魔である。
森田 一豊（もりた かずとよ）
聖修学園の普通科の男子生徒で、達郎の悪友。
黒井 竜司（くろい りゅうじ）
聖修学園の3年生の男子生徒。その正体はエドウィン・ブラックに代わる支配者となるべく人間界に進出を始めた淫魔の王であり、学園の地下に大宮殿をこしらえていた。

## 関連作品
『ユキカゼ』および『ユキカゼ2』は、OVAや小説、アダルトビデオなどのメディア類に加え、フィギュア（ゆきかぜ、凛子）や抱き枕（ゆきかぜ、凛子）、マウスパッド（凛子）、ドラマCD（ゆきかぜ）に加え、オナホール（ゆきかぜ）といったグッズも展開された。

### OVA

#### 対魔忍ユキカゼ（OVA版）
『ユキカゼ』を原作とするOVA。制作は「1」がZIZ、「2」がオズ・インク。ダウンロード販売とビデオグラム媒体にて2013年 - 2015年間にかけてリリースされた。DL版のみSD映像版とHD映像版の2種類が存在する選択仕様になっている。
- タイトル
  - 『対魔忍ユキカゼ 1 ユキカゼ編』DL&DVD-ROM、2013年11月29日、ZIZD-003
  - 『対魔忍ユキカゼ 2 凜子、陥落』…、2015年12月25日、ZIZD-008
  - 『対魔忍ユキカゼ 3 達郎、絶望』、2016年1月29日、ZIZD-00x
  - 『対魔忍ユキカゼ DVD-BOX』、2016年9月30日：本編と別の特典映像付き
- キャスト：原作と同じゆきかぜと凜子以外は新規の役者。
  - 水城ゆきかぜ/ひむろゆり
  - 秋山凜子/佐藤遼佳
  - 秋山達郎/霜月刹那
  - 矢崎宗一/青宿住人
  - リーアル/成江太郎原
- スタッフ
  - 監督：夏風邪（「1」）
  - 脚本：たにゆき（「1」）、うだたん（「2」）
  - キャラクターデザイン：ねこガス（「1&2」）、ふるせまゆ（「2」）
  - 企画・シリーズ構成：笹山逸刀斎（「1&2」）
  - 原作：笹山逸刀斎（「2」）
  - 主題歌：R.E.D : 歌/舞子、作詞・作曲・編曲/六弦A助（六弦アリス）

#### 対魔忍不知火
『対魔忍 不知火～淫欲の奴隷娼婦～』は、2021年11月19日にZIZ発売されたアダルトアニメである。同作は、『ユキカゼ』の5年前に不知火が消息を絶った経緯が描かれている。

### 小説
対魔忍ユキカゼ 対魔忍魔調教に堕つ
原作BLACK LiLiTH、著者蒼井村正、挿絵竜胆、表紙葵渚による『ユキカゼ』を原作とする別名のノベライズ版。2012年発売の『二次元ドリームマガジン』VOL.62からVol.65で一部連載し、加筆を加え書籍化された。
- 『対魔忍ユキカゼ 対魔忍魔調教に堕つ』二次元ドリームノベルズ343、2012年8月21日発売、ISBN 978-4-7992-0291-3

対魔忍ユキカゼ 淫辱PV撮影会
原作LiLiTH、著者蒼井村正、挿絵&表紙葵渚による『ユキカゼ』のノベライズ版であり、2012年発売の『二次元ドリームマガジン』VOL.62に掲載された単発の書き下ろし。

### 漫画
別冊コミックアンリアル Lilith Collection 4
原作BLACK LiLiTH、作画白羽まとによる漫画版『ユキカゼ』など9作品を収録したアンソロジーコミック。
- 『別冊コミックアンリアル Lilith Collection 4』アンリアルコミックス131、2014年3月26日発売、ISBN 978-4-7992-0561-7

対魔忍ユキカゼ 対魔忍は淫獄に沈む
原作BLACK LiLiTH、作画ゴンざぶろーによる『ユキカゼ』を原作とする別名のコミカライズ版。2014年6月24日配信の電子書籍『ヒロインピンチ』Vol.1から名称変更した『正義のヒロイン姦獄ファイル』Vol.2にかけて隔月連載された。
- 『対魔忍ユキカゼ 対魔忍は淫獄に沈む』二次元ドリームコミックス447、2016年4月28日発売、ISBN 978-4-7992-0887-8

### アダルトビデオ
対魔忍ユキカゼ (実写版)
『ユキカゼ』を原作とするアダルトビデオ（区別のため（実写版）と書かれる）。2013年11月29日にリリス系列のZIZレーベルよりリリース。
- キャスト
  - 水城ゆきかぜ/夏目優希
  - 秋山凜子/さとう遥希
  - 水城不知火/椎名ゆな

対魔忍ユキカゼ コスプレイメージビデオのつもりがAVになっちゃいました!!
『ユキカゼ』を原作とするアダルトビデオ。『ユキカゼ2』の発売を記念した応援企画として2015年5月1日にリリス系列のZIZレーベルよりリリース。
- キャスト
  - 水城ゆきかぜ/大槻ひびき
  - 秋山凜子/蓮実クレア

対魔忍ユキカゼ ANOTHER STORY ～寝取らせ夫との歪な関係～
『ユキカゼ』を原作とするアダルトビデオ。オリジナルストーリー。2016年4月29日にリリス系列のZIZレーベルよりリリース。
- キャスト
  - 水城ゆきかぜ/みほの

## 主題歌
R.E.D
- 歌/舞子、作詞・作曲・編曲/六弦A助（六弦アリス）

『ユキカゼ』主題歌。
誓いの爪痕
- 歌/レジ、作詞・作曲・編曲/六弦A助（六弦アリス）。

『ユキカゼ2』主題歌。
これらの主題歌は、主題歌曲集『LILITH VOCAL COLLECTION』にて収録されている。

## 反響・評価

### ユキカゼ
『ユキカゼ』は以下のような販売成績を記録した。まず、パッケージ版を販売した通販サイト「Getchu.com」では、発売月に当たる2011年9月のPCゲームセールスランキングで第16位にランクインした。対するダウンロード版の方では、販売サイト「DLsite」の2011年年間同人ランキング（アドベンチャーゲーム部門）で第4位を、「FANZA」では2011年のゲームランキングにおいて第12位を記録している。
次に、演出強化版の『ユキカゼAnimation』は発売月の2015年4月に「Getchu.com」の月間PCゲームセールスランキングで第15位を獲得した。さらに、同作は「DLsite」の2015年の年間同人総合ランキングで第8位を記録し、発売から4年近くが経過した2019年にも年間同人ランキング（アドベンチャーゲーム部門）で36位にランクインした。
この『ユキカゼ』について、アダルト作品のレビューを掲載しているウェブサイト「Media Clip」のイ・ヤン提督は、対魔忍シリーズのファンなら納得ができるだろうとしつつも、アサギやムラサキといった歴代作品のヒロインたちの見せ場も欲しかったと述べ、おすすめ度は星4つとしている。また、イ・ヤン提督は凌辱した側が後から公開する「調教日誌」という手法があまり好きではないと述べ、物語の流れの中でそのまま見せたほうが良いシーンも含めて調教日誌に載せられて不自然さを感じたと指摘している。

### ユキカゼ2
『ユキカゼ2』はパッケージ版を販売した「Getchu.com」で発売月の2015年5月に月間PCゲームセールスランキングにて第7位となり、翌月の同ランキングにおいても第27位に、そして、2015年上半期ランキングでも第32位にランクインしている。『PUSH!!』の発売月の売り上げランキングでは第4位であった。そのほか、販売サイト「プロップ通販」の2015年の年間ランキングでも7位の売り上げを記録した。一方、ダウンロード版は「DLsite」の2015年の年間同人ランキング（アドベンチャーゲーム部門）では首位を獲得し、「FANZA」では2015年の同人ゲームランキングにおいて第14位を記録した。『ユキカゼAnimation2』の方は、「DLsite」の2019年年間同人ランキング（アドベンチャーゲーム部門）で第7位にランクインしている。
また、KADOKAWAが運営する美少女ゲーム専門のニュースサイト「TG Smart」のライター・ゴブリンXは、『ユキカゼ2』のラスボスである黒井竜司について「超越者であり、自己の欲望に一切関係なく、相手を堕とす純粋な武器として快楽を使いこなす姿が他の竿役と一線を画す」と評価している。